# Lonpos
Lonpos é um jogo de puzzle de video game desenvolvido pela Genki para o Wii, baseado em um jogo lógico de puzzle de mesmo nome. Lançado para o sistema WiiWare, custando 1000 Wii Points, com downloads adicionais custando 500 pontos por pacotes com 25 puzzle e tema diferenciado.